# Testudinella epicopta
Testudinella epicopta är en hjuldjursart som beskrevs av Myers 1934. Testudinella epicopta ingår i släktet Testudinella och familjen Testudinellidae. Inga underarter finns listade i Catalogue of Life.